# Јован Језеркић
Јован Језеркић (Бешка, 6. септембар 1920 — јул 2000) био је српски и југословенски фудбалер.

## Клупска каријера
Каријеру је почео 1932. у пионирском тиму земунског СК Витез, у коме је 1936. постао првотимац и с великим успехом, као један од најбољих београдских фудбалера тога времена, играо све до 1945.
Члан је београдске Црвене звезде од оснивања и у дресу „црвено-белих“ одиграо је до 8. маја 1952. укупно 192 утакмице и постигао 115 голова (у првенству 70 утакмица и 29 голова). Краће време 1947. био је члан београдског Партизана (21 утакмица и 20 голова), а каријеру је завршио у дресу београдског Радничког (1953—1956), у коме је одиграо још 45 првенствених утакмица и постигао 21 гол.

## Репрезентативна каријера
Поред четири сусрета за репрезентацију и пет постигнутих голова, одиграо је и једну утакмицу за „Б“ тим (1948), док је шест пута био члан репрезентације Београда.

## Ван фудбала
По престанку каријере, као дипломирани економиста, радио у спољној трговини, а једно време је био и представник Универзала у Прагу.
Ћерка му је универзитетска професорка и драматург, Весна Језеркић.

## Успеси
Партизан
- Куп Југославије: 1947.

Црвена звезда
- Првенство Југославије: 1951.
- Куп Југославије: 1948, 1949, 1950